# AS Solidarité
El AS Solidarité es un equipo de fútbol de Gabón que juega en la Primera División de Gabón, la liga de fútbol más importante del país.

## Historia
Fue fundado en el año 1961 en la ciudad de Port-Gentil y fue uno de los clubes que jugaron en el Championnat de l'Estuaire entre los años 1960s y 70s, aunque el club fue refundado en 1996. Su principal logro fue haber sido campeón de liga en la temporada 1969/70, aunque desde entonces no ha ganado nada.
A nivel internacional han participado en un torneo continental, en la Copa Africana de Clubes Campeones 1971, en la cual fueron eliminados en la primera ronda por el Canon Yaoundé de Camerún.

## Palmarés
- Championnat de l'Estuaire: 1

1969/70

## Participación en competiciones de la CAF
| Temporada | Torneo                            | Ronda | Club          | Casa | Visita | Global |
| --------- | --------------------------------- | ----- | ------------- | ---- | ------ | ------ |
| 1971      | Copa Africana de Clubes Campeones | 1     | Canon Yaoundé | 1-2  | 3-7    | 4-9    |